# Jordan Veasy
Jordan Thomas Veasy (Gadsden, 23 giugno 1995) è un giocatore di football americano statunitense, che gioca nel ruolo di wide receiver ed è free agent.
Veasy ha militato in varie franchigie della NFL, prevalentemente nelle relative squadre di allenamento. Al college ha giocato per l'Università della California a Berkeley.

## Carriera universitaria
Veasy ha iniziato a praticare il football alla Gadsden City High School per poi iscriversi prima al Golden West College (GWC), dove nel 2015 ha giocato coi Rustlers nel campionato della California Community College Athletic Association (CCCAA), per poi passare dal 2016 all'Università della California di Berkley dove ha giocato per i California Golden Bears impegnati nella Pac-12 Conference (Pac-12) della Divisione I della Football Bowl Subdivision (FBS) della NCAA.
| Stagione           | Stagione           | Stagione           | Stagione           | Stagione | Stagione | Ricezioni | Ricezioni | Ricezioni | Ricezioni |
| Anno               | Squadra            | Campionato         | Conference         | P        | PT       | Ric       | Yard      | Media     | TD        |
| ------------------ | ------------------ | ------------------ | ------------------ | -------- | -------- | --------- | --------- | --------- | --------- |
| 2015               | Golden West        |                    | CCCAA              | 11       | 0        | 63        | 1 036     | 16,4      | 11        |
| Totale Golden West | Totale Golden West | Totale Golden West | Totale Golden West | 11       | 0        | 63        | 1 036     | 16,4      | 11        |
| 2016               | Berkeley           | FBS Div. I         | Pac-12             | 12       | 3        | 25        | 306       | 12,2      | 3         |
| 2017               | Berkeley           | FBS Div. I         | Pac-12             | 12       | 10       | 38        | 491       | 12,9      | 6         |
| Totale Berkeley    | Totale Berkeley    | Totale Berkeley    | Totale Berkeley    | 24       | 13       | 63        | 797       | 12,7      | 9         |

Fonte: Footbal DB
In grassetto i record personali in carriera.

## Carriera professionistica

### Tennessee Titans
L'11 maggio 2018 Veasy, non scelto nel Draft NFL 2018, firmò con i Tennessee Titans come undrafted free agent.
Il 1º settembre 2018 fu svincolato.. L'8 settembre 2018 firmò con i BC Lions impegnati nel campionato della Canadian Football League.

### Jacksonville Jaguars
L'8 dicembre 2018 Veasy firmò con i Jacksonville Jaguars per far parte della squadra di allenamento, dove rimase per l'intera stagione.

### Indianapolis Colts
Il 14 gennaio 2019 firmò da riserva/contratto futuro con gli Indianapolis Colts. Il 31 agosto 2019 non rientrò nel roster attivo e fu svincolato..

### Buffalo Bills
Il 25 settembre 2019 Veasy firmò per la squadra di allenamento dei Buffalo Bills. Il 1º ottobre 2019 fu svincolato, poi nuovamente contrattualizzarlo due settimane dopo e quindi di nuovo svincolato tre giorni dopo, il 17 ottobre 2019..

### Washington Redskins/Football Team
Il 4 dicembre 2019 Veasy firmò per la squadra di allenamento dei Washington Redskins. Veasy attribuì in parte tale opportunità alla sua partecipazione ad un allenamento molto pubblicizzato con Colin Kaepernick del 16 novembre 2019. Il 30 dicembre 2019 Veasy firmò da riserva/contratto futuro. Il 5 settembre 2020 fu messo nella lista degli infortunati poi, il 6 ottobre 2020, fu svincolato.

### Houston Texans
Il 29 luglio 2021 Veasy firmò per gli Houston Texans. Non rientrò nel roster attivo e fu svincolato il 31 agosto 2021 e quindi contrattualizzato il giorno successivo con la squadra di allenamento 

Il 19 dicembre 2021 Veasy giocò la sua prima partita nella NFL, nella vittoria dei Texans contro i Jacksonville Jaguars per 30–16, quando fu temporaneamente spostato nel roster attivo per l'indisponibilità dei giocatori titolari. Veasy scese in campo nuovamente il 2 gennaio 2022, nella sconfitta contro i San Francisco 49ers per 7–23, e fu poi rispostato nella squadra di allenamento il giorno successivo alla gara.

### Las Vegas Raiders
Il 20 maggio 2022 Veasy firmò per i Las Vegas Raiders. Fu svincolato il 10 agosto 2022.
Il 13 agosto 2022 Veasy fece un provino con i Jacksonville Jaguars.

### Seattle Sea Dragons
Il 1º gennaio 2023 Veasy fu selezionato dai Seattle Sea Dragons della XFL nel draft supplementare della lega.

### San Antonio Brahmas
Il 9 agosto 2023 Veasy fu scambiato con i San Antonio Brahmas in cambio della safety Jack Koerner. Il 30 gennaio 2024 Veasy firmò per un altro anno con i Brahmas, passati a giocare nella rinata United Football League. Veasy non rientrò nel roster attivo iniziale per la nuova stagione e il 22 marzo 2024 fu svincolato.

## Statistiche

### Stagione regolare
| Stagione   | Stagione   | Stagione   | Stagione | Stagione | Ricezioni | Ricezioni | Ricezioni | Ricezioni |
| Anno       | Squadra    | Lega       | P        | PT       | Ric       | Yard      | Media     | TD        |
| ---------- | ---------- | ---------- | -------- | -------- | --------- | --------- | --------- | --------- |
| 2018       | TEN        | NFL        | 0        | 0        | 0         | 0         | 0,0       | 0         |
| 2019       | IND        | NFL        | 0        | 0        | 0         | 0         | 0,0       | 0         |
| 2021       | HOU        | NFL        | 2        | 0        | 0         | 0         | 0,0       | 0         |
| 2022       | LV         | NFL        | 0        | 0        | 0         | 0         | 0,0       | 0         |
| 2023       | SEA        | XFL        | 10       | 7        | 21        | 275       | 13,1      | 3         |
| Totale NFL | Totale NFL | Totale NFL | 2        | 0        | 0         | 0         | 0,0       | 0         |
| Totale XFL | Totale XFL | Totale XFL | 10       | 7        | 21        | 275       | 13,1      | 3         |

Fonte: Football DB